# Olasz euróérmék
Olaszország euróit egy műszaki és művészeti szakemberekből álló bizottság tervezte. Az érmék nemzeti oldalára olyan személyek, épületek, műalkotások ábrázolásai kerültek, melyeket az olasz közvélemény az olasz kultúra részének ismer el, illetve a nem olasz szemlélő egyértelműen olaszként képes azonosítani.
| Címlet  | Kép | Leírás |
| ------- | --- | --- |
| 2 euró  |     | Dante Alighieri író arcképe Raffaello vatikáni palotában található rajzáról. A peremen az érme értéke (2) olvasható hatszor mindkét irányban.                          |
| 1 euró  |     | Leonardo da Vinci velencei akadémián kiállított rajza az emberi test arányairól, mely az évszázadok alatt az emberi kíváncsiság és tudásvágy jelképévé nőtte ki magát. |
| 50 cent |     | Marcus Aureliusnak, a római birodalom történész, filozófus császárának lovas szobra.                                                                                   |
| 20 cent |     | Umberto Boccioni olasz futurista művész szobra a lépő emberi testben megfeszülő izmokról.                                                                              |
| 10 cent |     | Vénusz istennő arcképe Sandro Botticelli Vénusz születése című festményéről.                                                                                           |
| 5 cent  |     | A Flavius-amfiteátrum, ismertebb nevén a római Colosseum, melyet i. e. 75-ben kezdtek építeni és i. sz. 85-ben avatott fel Titus császár.                              |
| 2 cent  |     | Az Alessandro Antonelli által tervezett torinói Mole Antonelliana torony.                                                                                              |
| 1 cent  |     | Castel del Monte várának képe. |